# Harpesaurus tricinctus
Espèce
Synonymes
- Arpephorus tricinctus Duméril, 1851

Harpesaurus tricinctus est une espèce de sauriens de la famille des Agamidae.

## Répartition
Cette espèce se rencontre à Java et au Kalimantan en Indonésie et au Sarawak en Malaisie.

## Publication originale
- Duméril & Duméril, 1851 : Catalogue méthodique de la collection des reptiles du Muséum d'Histoire Naturelle de Paris. Gide et Baudry/Roret, Paris, p. 1-224.